# Orono (Minnesota)
Orono es una ciudad ubicada en el condado de Hennepin en el estado estadounidense de Minnesota. En el Censo de 2010 tenía una población de 7437 habitantes y una densidad poblacional de 114,18 personas por km².

## Geografía
Orono se encuentra ubicada en las coordenadas 44°57′40″N 93°35′16″O / 44.96111, -93.58778. Según la Oficina del Censo de los Estados Unidos, Orono tiene una superficie total de 65.14 km², de la cual 41.39 km² corresponden a tierra firme y (36.45%) 23.74 km² es agua.

## Demografía
Según el censo de 2010, había 7437 personas residiendo en Orono. La densidad de población era de 114,18 hab./km². De los 7437 habitantes, Orono estaba compuesto por el 96.52% blancos, el 0.44% eran afroamericanos, el 0.19% eran amerindios, el 1.1% eran asiáticos, el 0.03% eran isleños del Pacífico, el 0.63% eran de otras razas y el 1.09% pertenecían a dos o más razas. Del total de la población el 1.68% eran hispanos o latinos de cualquier raza.